# Аббатство Сен-Бенуа-дю-Лак
Аббатство Сен-Бенуа-дю-Лак, основанное в 1912 году — бенедиктинское аббатство Солемской конгрегации. Ориентировочная стоимость в 2021 году — 46,8 млн долларов, площадь — 2,2 млн квадратных метров.

## География

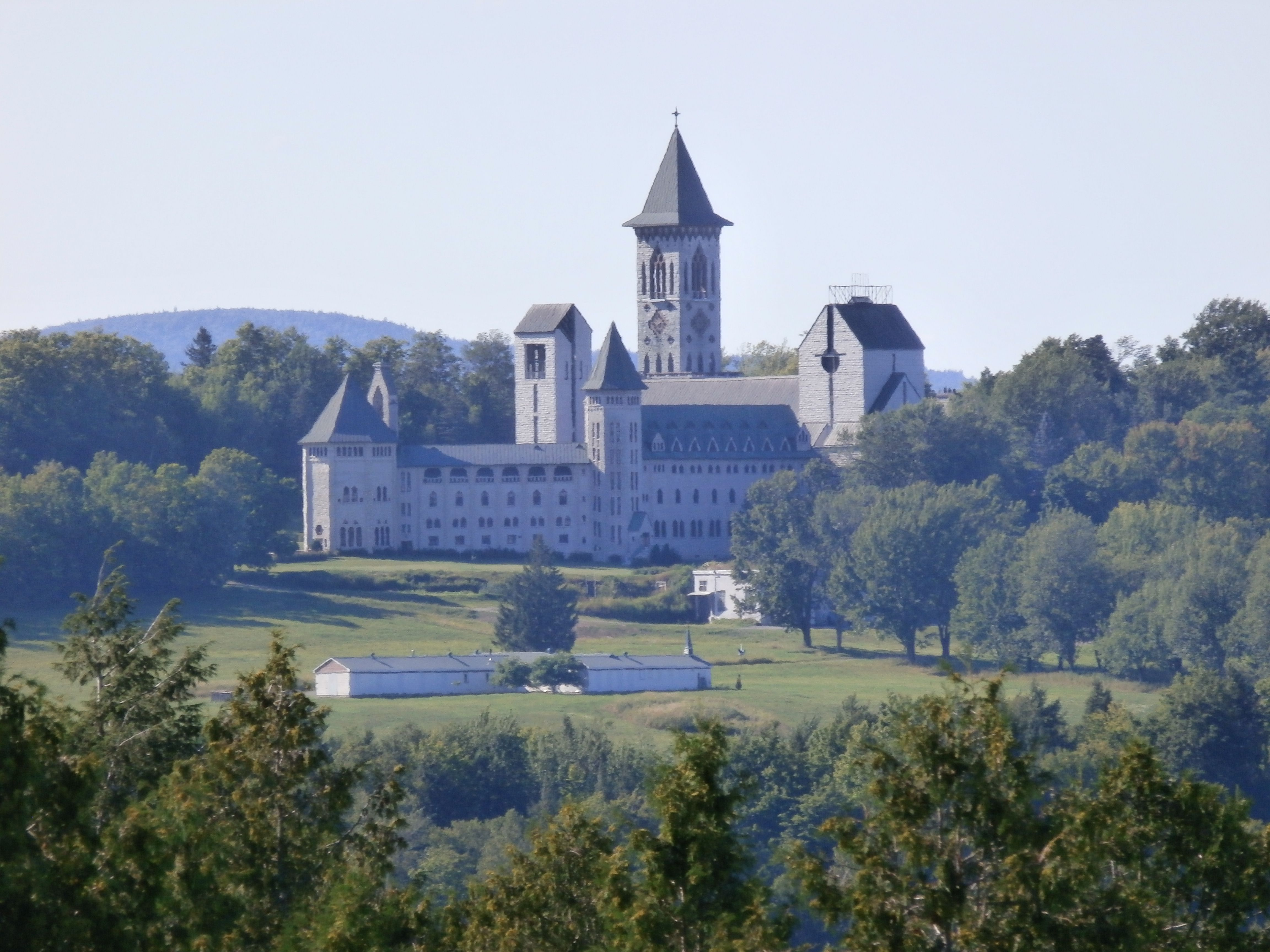
Аббатство Сен-Бенуа-дю-Лак на западном берегу озера Мемфремагог.

Аббатство находится в муниципалитете Сен-Бенуа-дю-Лак в Квебеке (Канада), на западном берегу озера Мемфремагог недалеко от деревни Остин.
Сооружение возвышается на холме над озером, а его архитектурное исполнение напоминает замок с башнями и каменными стенами.
Монастырь популярен среди туристов и открыт для посещения. По предварительному заказу посетители могут там переночевать.
Монахи аббатства делают знаменитый сыр Сен-Бенуа и сидр из яблок, собранных в их садах. Эти продукты, а также книги, музыкальные записи и религиозные предметы предлагаются для продажи в магазине.

## История

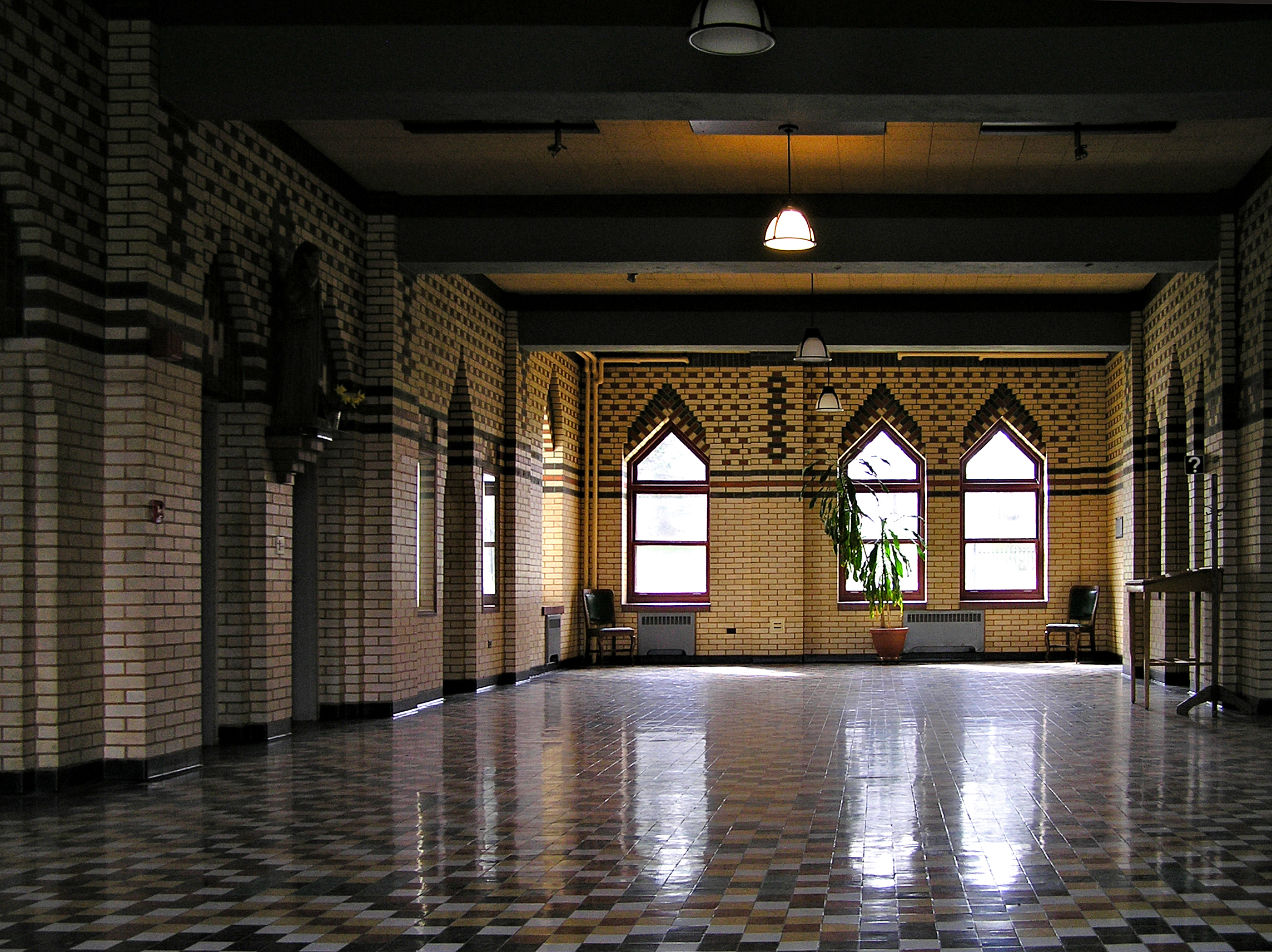
Зал

С 1912 года Дом Жозеф Потье (реставратор григорианского пения), аббат французской общины Сен-Вандриль-де-Фонтенель, высланный в Бельгию в соответствии с законами против конфессиональных конгрегаций во Франции, решил основать общину в Канаде. С этой целью он направил туда отца Дома Поля Ваннье. С одобрения епископа Шербрука, Mонсеньора Ла Рока, он приобрел ферму на берегу озера Мемфремагог.
Несколько кандидатов в общину явились на ферму, где пока что существовала лишь обычная келья. Пять монахов были отправлены туда из Франции в качестве подкрепления незадолго до начала Первой мировой войны. В 1914 году Дом Ваннье случайно погиб, утонув в озере Мемфремагог во время путешествия в Магог на моторной лодке.
В 1919 году община, в которой тогда было всего пять монахов (четыре француза и один франко-канадец), оказалась в критическом финансовом положении, и материнское аббатство решило положить конец эксперименту. Однако община Сен-Бенуа-дю-Лак направила двух монахов в Европу за поддержкой. Последним удалось убедить сохранить общину в Канаде, тем более что община Сен-Вандриль, которая из Бельгии вернулась во Францию, так и не осела в Канаде.
В годы приората Дома Леонса Кренье с 1931 по 1944 год Сен-Бенуа-дю-Лак был возведен в ранг конвента (то есть автономного монастыря) в 1935 году. Дом Кренье также принял решение построить нынешнее аббатство и попросил Дома Белло составить план. Здания были благословлены 11 июля 1941 г.
В 1944 году Дом Жорж Меркюр стал первым настоятелем монастыря канадского происхождения.
23 сентября 1952 г. монастырь был преобразован в аббатство, которое стало независимым в рамках Солемской конгрегации. Высокопреосвященный отец Дом Одюль Сильвен стал первым настоятелем. Во время его игуменства, которое длилось более 30 лет, были построены общежитие, колокольня и крипта аббатской церкви благодаря пожертвованиям многих мирян. Планы этих зданий выполнил Дом Клод-Мари Котэ, монах-архитектор и ученик Дома Белло.
13 июня 1983 г. высокопреосвященный отец Дом Жак Гарно был избран вторым аббатом Сен-Бенуа-дю-Лак. Во время его игуменства в 1990 году по планам квебекского архитектора румынского происхождения Дана Хангану начались строительные работы над монастырской церковью.
20 мая 2006 г. высокопреосвященный отец Дом Андре Лаберж был избран третьим аббатом Сен-Бенуа-дю-Лак и получил благословение аббатства 6 августа того же года.
Сейчас в аббатстве — около 50 монахов, живущих по уставу святого Бенедикта .

## Галерея

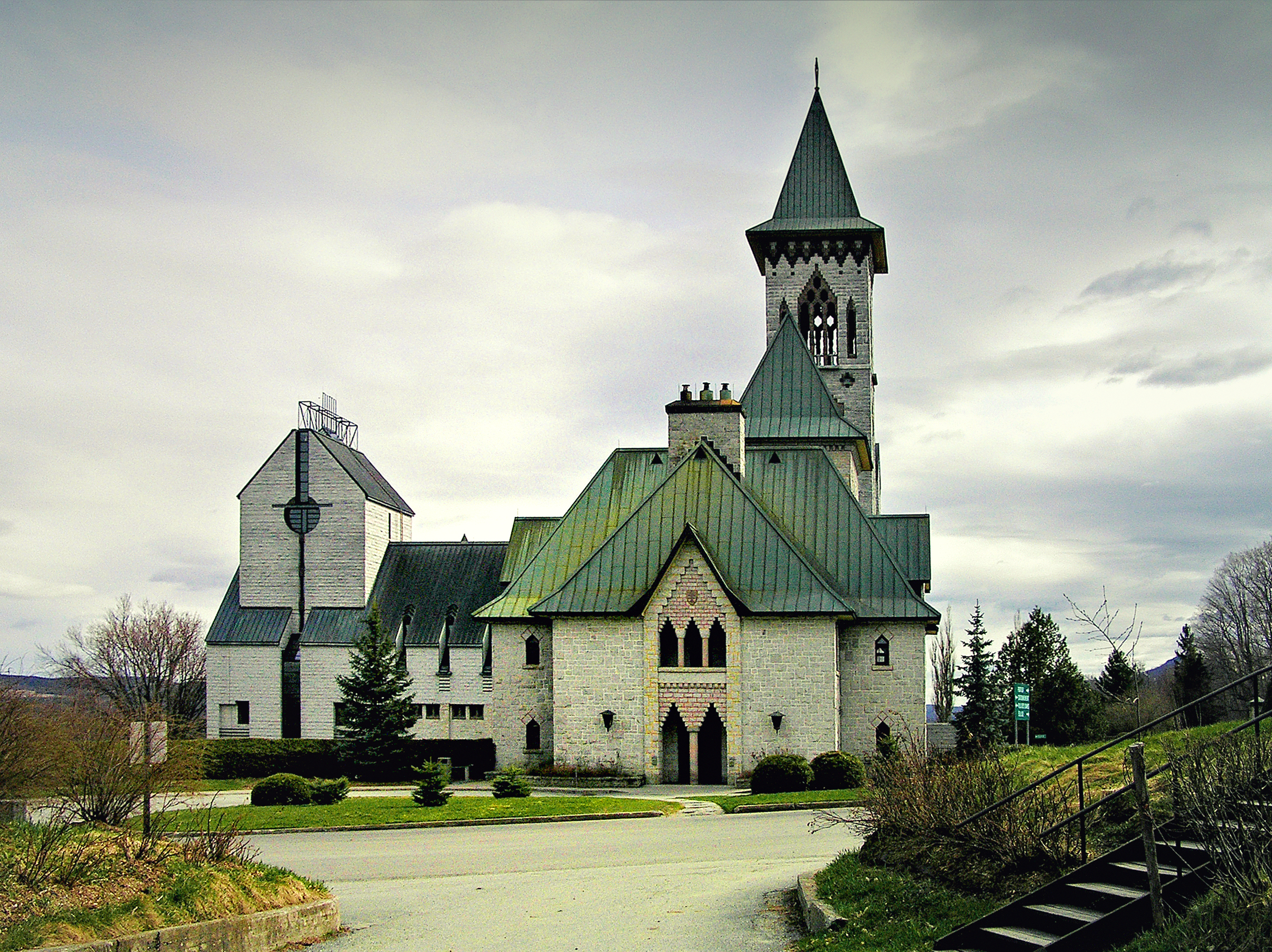
аббатство
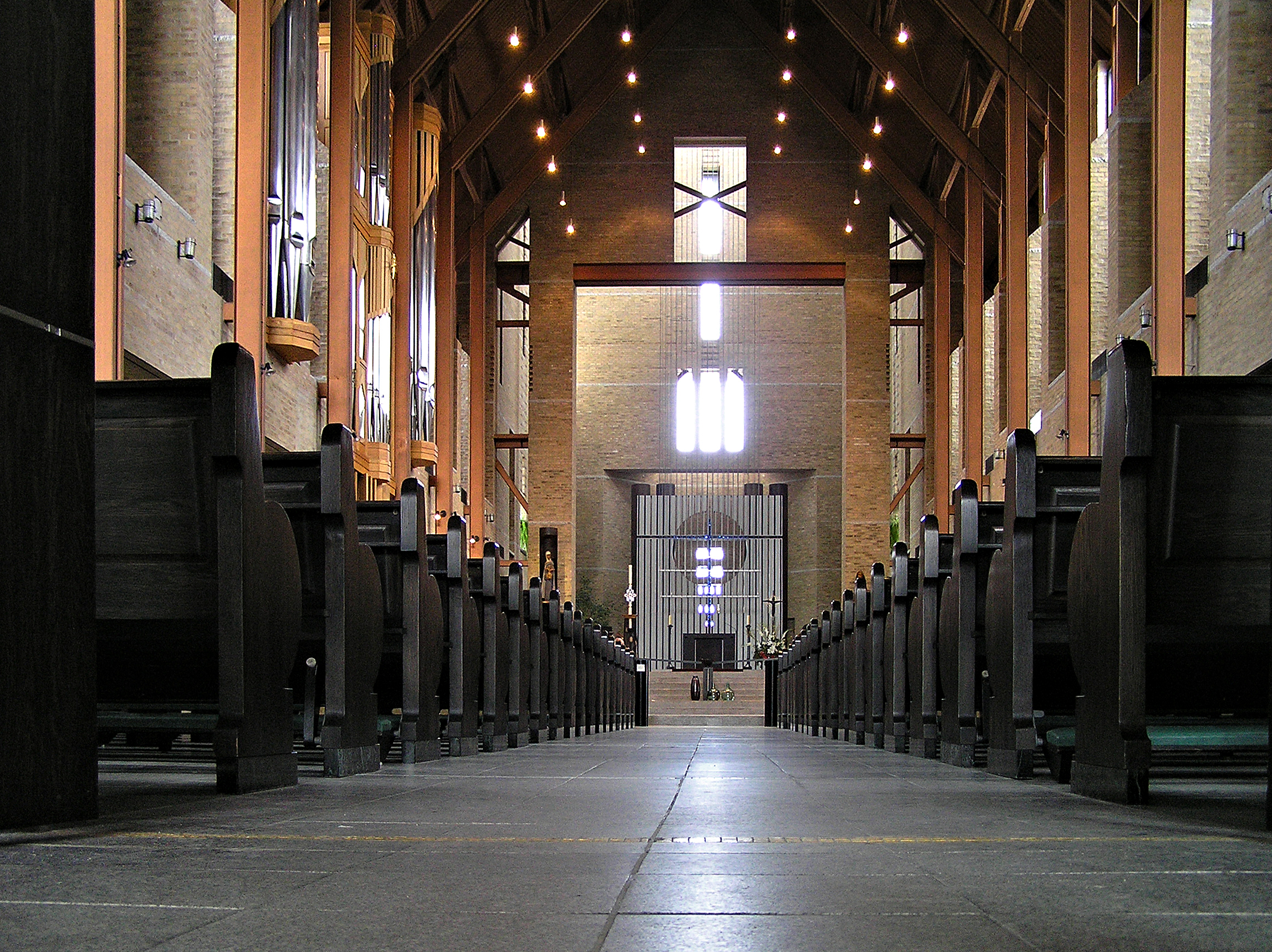
Интерьер церкви
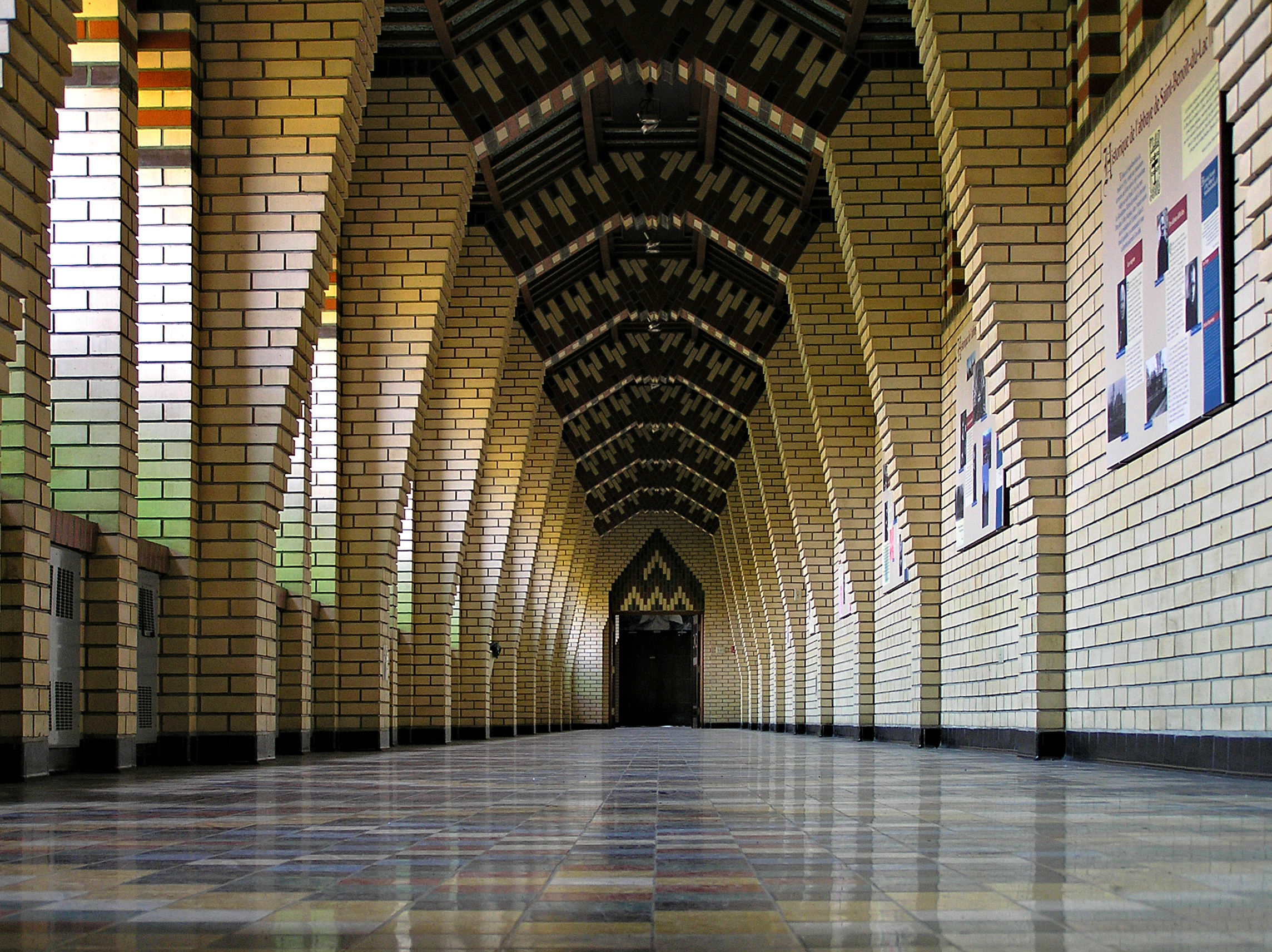
монастырь
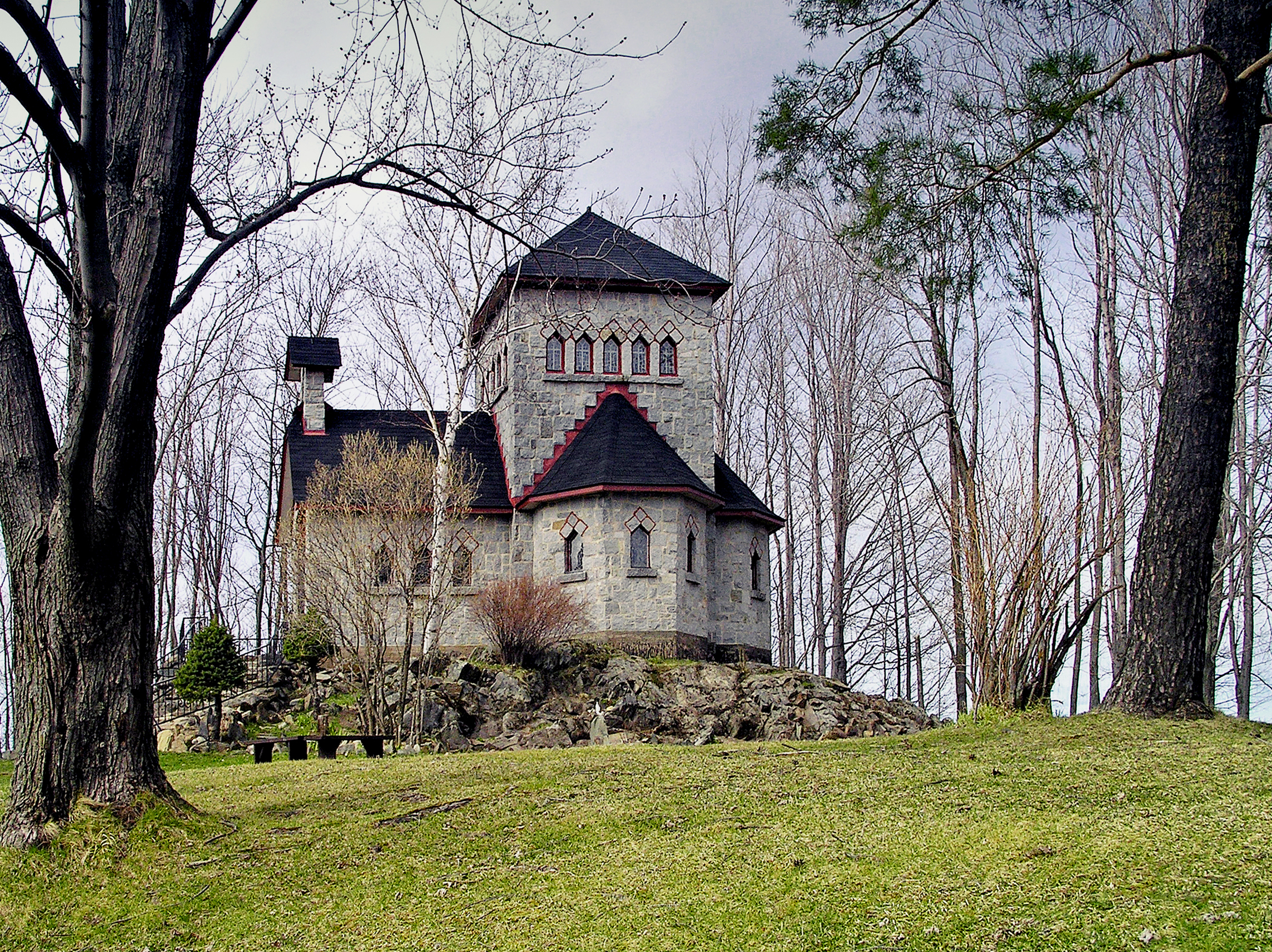
Башня